# مارتي كروغ
مارتي كروغ (بالإنجليزية: Marty Krug) هو لاعب كرة قاعدة أمريكي، ولد في 10 سبتمبر 1888 في كوبلنتس في ألمانيا، وتوفي في 27 يونيو 1966 في غلينديل في الولايات المتحدة.

## وصلات خارجية
- مارتي كروغ على موقعبيزبول رفرنس.كوم (الدوري الرئيسي) (الإنجليزية)